# Лукаші (Ленінградська область)
Лукаші (рос. Лукаши) — селище у Гатчинському районі Ленінградської області Російської Федерації.
Населення становить 1691 особу. Належить до муніципального утворення Пудомязьке сільське поселення.

## Географія
Населений пункт розташований на південній околиці міста Санкт-Петербурга.

## Історія
Згідно із законом від 16 грудня 2004 року № 113—оз належить до муніципального утворення Пудомязьке сільське поселення.

## Населення
| 2007 | 2010  | 2017  |
| ---- | ----- | ----- |
| 1426 | ↘1389 | ↗1691 |